# Cartier
Cartier là tập đoàn công ty của Pháp, chuyên thiết kế, sản xuất, phân phối đồ trang sức và đồng hồ cao cấp.
Được Louis-François Cartier thành lập tại Paris, Pháp năm 1847, công ty vẫn được quản lý trong phạm vi gia đình cho tới năm 1964.

## Xem thêm

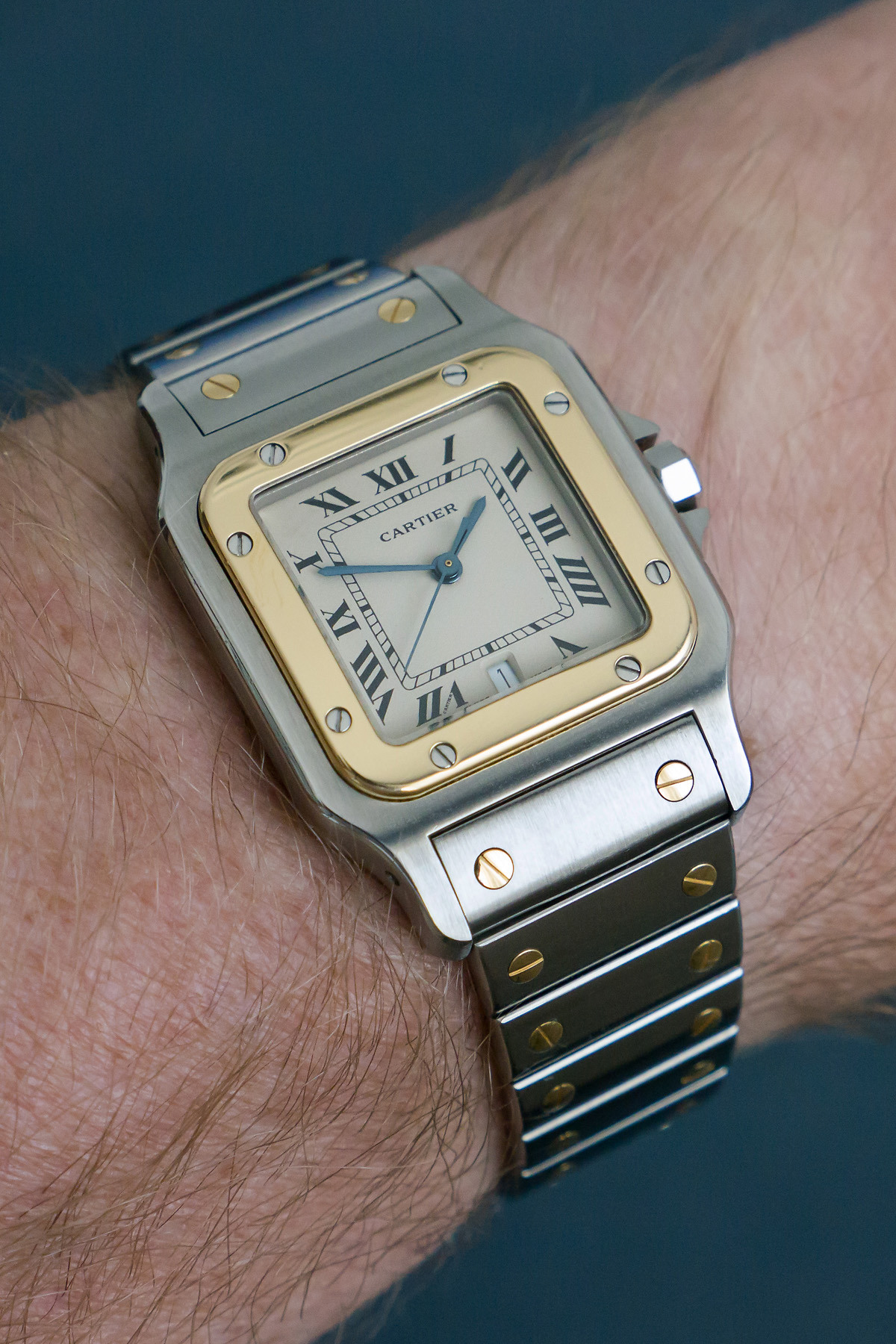
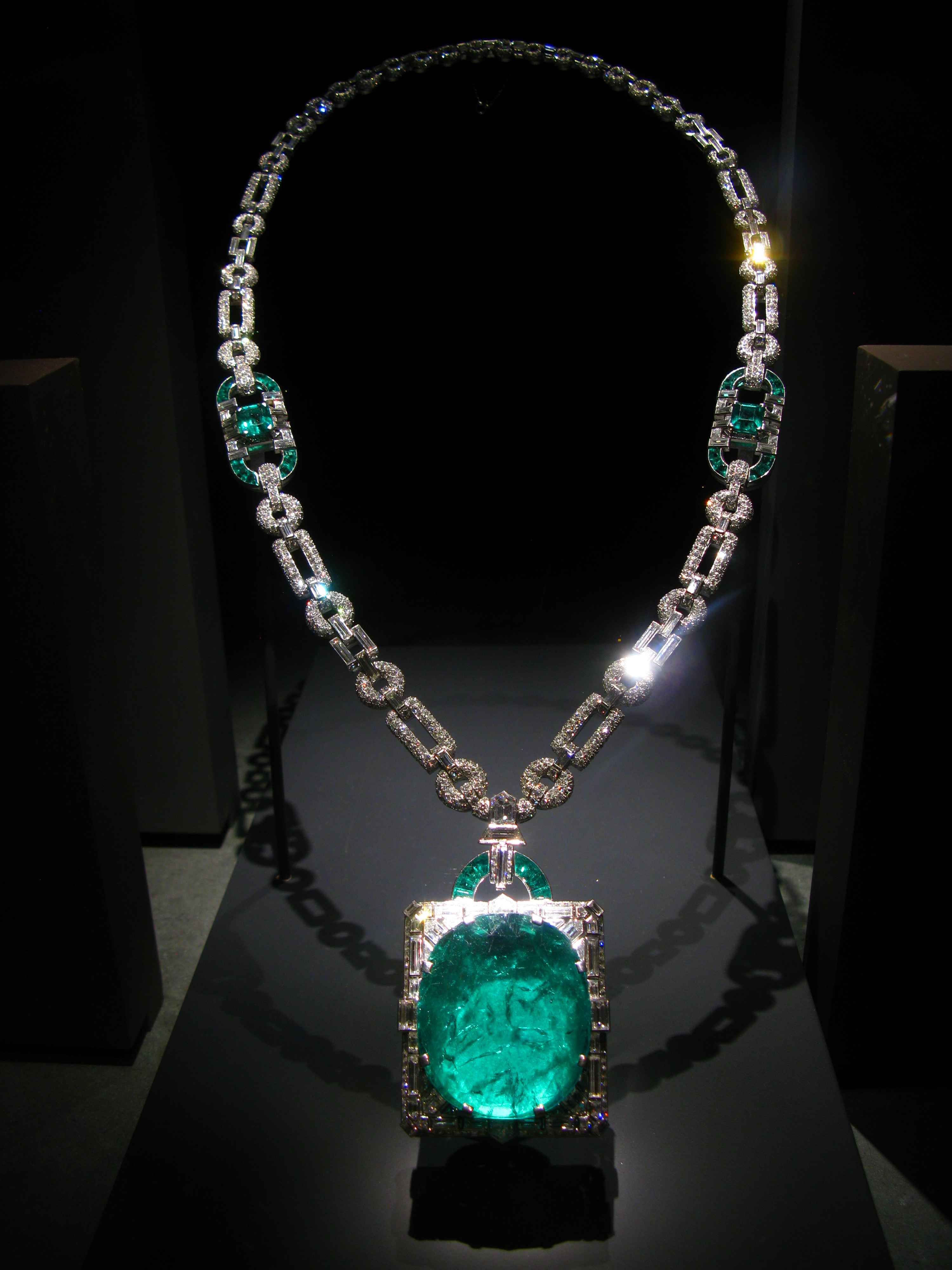
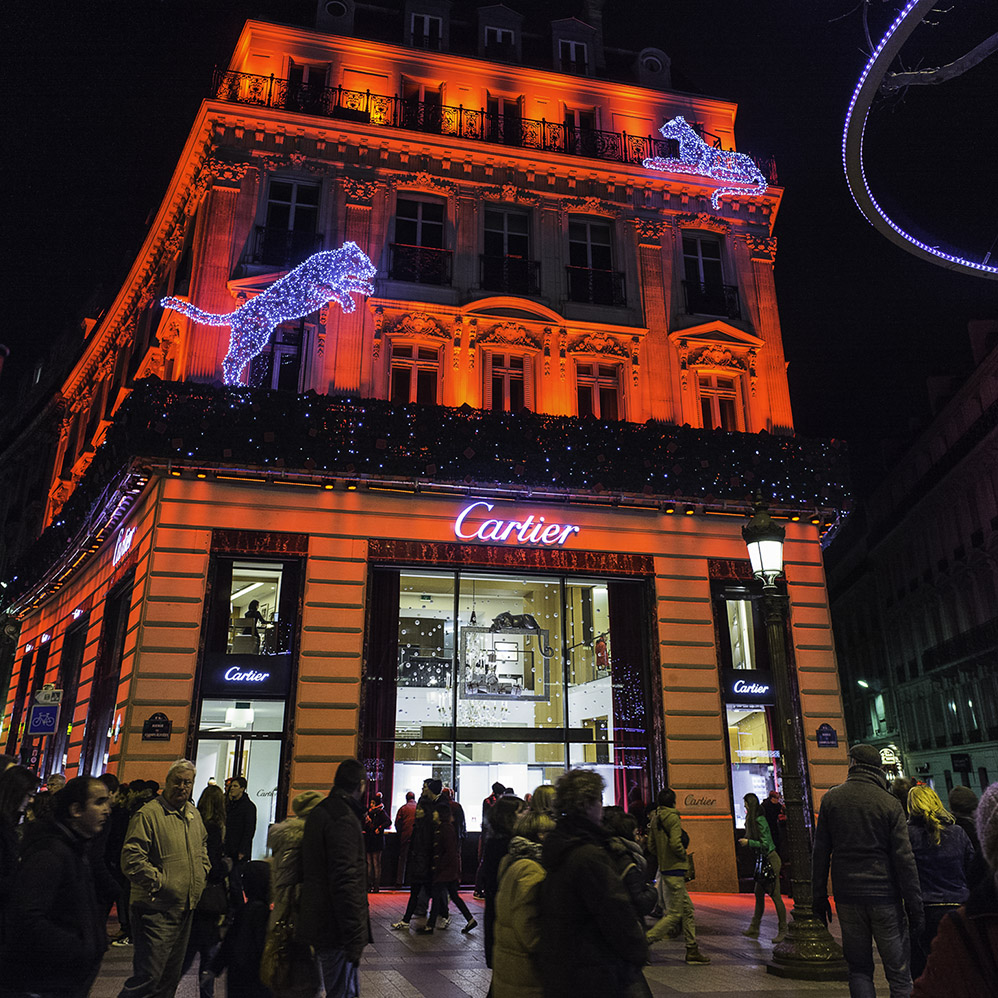